# Un pezzo di pane/La domenica
Un pezzo di pane/La domenica è il quinto singolo del duo italiano Cochi e Renato, pubblicato nel 1969.

## Descrizione
Il singolo è il secondo pubblicato nel 1969 per la RCA Milano, etichetta alla quale Cochi e Renato erano passati fin dal singolo precedente e con cui lo stesso anno pubblicano anche il loro album d'esordio registrato dal vivo al Derby Club di Milano Una serata con Cochi & Renato. Il singolo segna anche il cambio di grafia del nome che passa da Cochi & Renato a Cochi e Renato, sostituendo la "&" con la "e".
Le due tracce contenute nel singolo, Un pezzo di pane e La domenica, sono entrambe scritte da Cochi Ponzoni e Renato Pozzetto assieme a Enzo Jannacci. Quest'ultimo è anche produttore del disco oltre a dirigere l'orchestra nel primo pezzo, che nel secondo è invece diretta da Nando De Luca.
Ambedue le tracce compaiono anche nell'album Una serata con Cochi & Renato, ma non appariranno in nessun altro supporto fonografico, né raccolta del duo, né compilation di artisti vari.
Il disco è stato pubblicato nel 1969 da RCA Milano in una sola edizione, in formato 7", con numero di catalogo M7.

## Tracce
1. Un pezzo di pane – 2:29 (Cochi Ponzoni, Enzo Jannacci, Renato Pozzetto)
2. La domenica – 2:40 (Cochi Ponzoni, Enzo Jannacci, Renato Pozzetto)

Durata totale: 5:09

## Crediti
- Cochi Ponzoni - voce, chitarra
- Renato Pozzetto - voce, chitarra
- Enzo Jannacci - direzione d'orchestra (Un pezzo di pane), produzione
- Nando De Luca - direzione d'orchestra (La domenica)

## Edizioni
- 1969 - Un pezzo di pane/La domenica (RCA Milano, M7, 7")